# 한네 크로그
한네 크로그(Hanne Krogh, 1956년 1월 24일 ~ )는 노르웨이의 가수이다. 유로비전 송 콘테스트 1971에서 노르웨이 대표로 참가했다.

## 같이 보기
- 유로비전 송 콘테스트 1971
- 멜로디 그랑프리